# Reino herodiano
O Reino herodiano foi um estado cliente da República Romana governado de 37 a 4 a.C. por Herodes, o Grande, foi nomeado "Rei dos Judeus" pelo Senado Romano. Quando Herodes morreu, o reino foi dividido entre seus filhos na Tetrarquia Herodiana.

## Contexto

### Envolvimento romano no Levante
A primeira intervenção de Roma na região data de 63 a.C., após o fim da Terceira Guerra Mitridática, quando Roma criou a província da Síria. Após a derrota de Mitrídates VI do Ponto, Pompeu Magno saqueou Jerusalém no mesmo ano. A rainha asmoneia, Salomé Alexandra, havia morrido recentemente e os seus filhos, Hircano II e Aristóbulo II, viraram-se um contra o outro numa guerra civil. Em 63 a.C., Aristóbulo foi sitiado em Jerusalém pelos exércitos de seu irmão. Ele enviou um emissário a Marco Emílio Escauro, representante de Pompeu na área. Aristóbulo ofereceu um suborno enorme para ser resgatado, o que o general romano aceitou prontamente. Posteriormente, Aristóbulo acusou Escauro de extorsão. Como este era cunhado e protegido de Pompeu, o general retaliou colocando Hircano no comando do reino como príncipe e sumo sacerdote.
Quando Pompeu foi derrotado por Júlio César, Hircano foi sucedido por seu cortesão Antípatro, o Idumeu, também conhecido como Antipas, como o primeiro procurador romano. Em 57-55 a.C., Aulo Gabínio, procônsul da Síria, dividiu o antigo Reino Asmoneu em cinco distritos do Sinédrio (conselho de direito).

### Invasão parta e intervenção romana

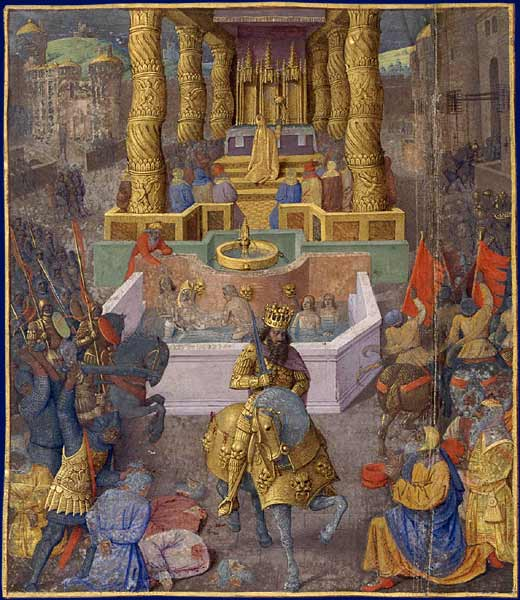
A tomada de Jerusalém por Herodes, o Grande,, por Jean Fouquet, final do século XV

Depois que Júlio César foi assassinado em 44 a.C., Quinto Labieno, um general romano e embaixador na Pártia, ficou do lado de Bruto e Cássio na guerra civil dos Libertadores; após sua derrota, Labieno juntou-se aos partos e ajudou-os a invadir territórios romanos em 40 a.C.. O exército parta cruzou o Eufrates e Labieno conseguiu atrair as guarnições romanas de Marco Antônio ao redor da Síria para se unirem à sua causa. Os partos dividiram seu exército e, sob Pácoro, conquistaram o Levante da costa fenícia até a Terra de Israel:
Antígono [...] incitou os partos a invadir a Síria e a Palestina, os judeus levantaram-se avidamente em apoio ao descendente da casa dos macabeus e expulsaram os odiados idumeus com o seu rei fantoche judeu. A luta entre o povo e os romanos tinha começado para valer, e embora Antígono, quando colocado no trono pelos partos, tenha começado a mimar e assediar os judeus, regozijando-se com a restauração da linhagem asmoneia, pensou que uma nova era de independência havia chegado.
Quando Fasael e Hircano II partiram em uma embaixada na Pártia, os partos os capturaram. Antígono, que estava presente, cortou as orelhas de Hircano para torná-lo inadequado para o sumo sacerdócio, enquanto Fasael foi condenado à morte.
Antígono, cujo nome hebraico era Matatias, teve o duplo título de rei e sumo sacerdote por apenas três anos. Ele não se livrou de Herodes, que fugiu para o exílio e buscou o apoio de Marco Antônio. Ele foi designado "Rei dos Judeus" pelo Senado Romano em 40 aC: Antônio "então resolveu fazer com que [Herodes] fosse nomeado rei dos judeus... [e] disse [ao Senado] que era para sua vantagem na guerra parta que Herodes fosse rei; então todos eles deram seus votos a favor. E quando o senado foi separado, saíram Antônio e César [Augusto], com Herodes entre eles; enquanto o cônsul e o resto dos magistrados foram antes deles, a fim de oferecer sacrifícios [aos deuses romanos] e de estabelecer o decreto no Capitólio. Antônio também fez uma celebração para Herodes no primeiro dia de seu reinado."
A luta posterior durou alguns anos, já que as principais forças romanas estavam ocupadas em derrotar os partos e tinham poucos recursos adicionais para apoiar Herodes. Após a derrota parta, o proclamado rei dos judeus venceu seu rival em 37 aC. Antígono foi entregue a Antônio e executado pouco depois, provocando o fim do domínio asmoneu sobre Israel.

## Herodes como rei
O rei Herodes ficou conhecido entre os arqueólogos como Herodes, o Construtor, e sob seu reinado a Judeia viveu construções inéditas, obtendo ainda impacto na paisagem da região. Sob sua iniciativa, foram construídos projetos como a fortaleza de Massada, o Heródio e o grande porto de Cesareia Marítima.

### Destino da dinastia asmoneia sob Herodes
Antígono não foi, entretanto, o último homem asmoneu; Aristóbulo III, neto de Aristóbulo II por meio de seu filho mais velho, Alexandre, e irmão da princesa asmoneia Mariana, foi brevemente nomeado sumo sacerdote, mas logo foi executado (36 aC) devido ao ciúme da primeira esposa de Herodes, Dóris. Sua irmã, Mariana, era casada com Herodes, mas foi vítima de seu notório medo de ser assassinado. Seus filhos com o rei judeu, Aristóbulo IV e Alexandre, também foram executados por seu pai na idade adulta, mas não antes de Aristóbulo IV ter gerado Herodias.
Hircano II estava sob controle dos partos desde 40 aC. Durante quatro anos, até 36 aC, ele viveu entre os judeus babilônios, que lhe prestaram todo o respeito. Naquele ano, Herodes, temendo que Hircano pudesse induzir os partos a ajudá-lo a recuperar o trono, o convidou a retornar a Jerusalém. Os judeus babilônios o alertaram em vão. O rei o recebeu com todo o respeito, atribuindo-lhe o primeiro lugar na sua mesa e a presidência do conselho de estado, enquanto aguardava a oportunidade de se livrar dele. Como o último asmoneu remanescente, Hircano era um rival muito perigoso para Herodes. No ano 30 aC, acusado de conspirar com o rei da Arábia, Hircano foi condenado e executado.
Durante o reinado de Herodes, os últimos representantes masculinos dos asmoneus foram eliminados, enquanto apenas Herodias permaneceu viva com sua filha Salomé. Herodias estava entre as poucas herdeiras asmoneias restantes, já que era neta de Alexandre. Ela era neta da princesa asmoneia Mariana. Esta acabou sendo condenada por acusações duvidosas decorrentes de intrigas palacianas e lutas internas pelo poder. Foi executada em 29 aC, mas deixou sua neta Herodias e sua bisneta Salomé. Herodias conseguiu sobreviver milagrosamente e acabou exilada na Gália Romana, com seu segundo marido, Herodes Antipas. Este foi acusado por seu sobrinho Agripa I de conspiração contra o novo imperador romano Calígula, que o enviou para o exílio na Gália, onde estava acompanhado por Herodias.
Os governantes herodianos posteriores, Agripa I e seu filho Agripa II, tinham sangue asmoneu, já que o pai de Agripa I era Aristóbulo IV, filho de Herodes com Mariana I, mas eles não eram descendentes do sexo masculino e, portanto, não eram vistos como governantes legítimos por grande parte da população judaica.

## Dissolução: formação da Tetrarquia
Herodes morreu em 4 a.C., e seu reino foi dividido entre seus três filhos, nenhum deles herdou o título de rei (basileus). Herodes Arquelau assumiu o título de etnarca e governou tão mal a Judeia, Samaria e Idumeia que foi demitido em 6 d.C. pelo imperador romano Augusto, que nomeou Quirino para exercer o domínio romano direto após um apelo da própria população. Assim foi formada a Província da Judeia. Outro, Herodes Antipas, governou como tetrarca da Galileia e Pereia de 4 a.C. a 39 d.C., sendo então demitido por Calígula, e Filipe governou como tetrarca da Itureia, Traconítide, Bataneia, Gaulanita, Auranita e Pânias de 4 a.C. até sua morte em 34 d.C..